# Capitalisme tardif
Le capitalisme tardif est un concept de philosophie économique qui désigne, dans certaines théories marxistes, la période actuelle du capitalisme. Le terme implique la finalité prochaine de ce régime économique et social. Cette période englobe normalement la seconde moitié du XXe siècle et le début du XXIe siècle, des Trente Glorieuses à aujourd'hui.

## Histoire du concept

### Werner Sombart et les socialistes européens
L'économiste allemand Werner Sombart crée le terme de capitalisme tardif dans sa grande œuvre Der Moderne Kapitalismus, publiée entre 1902 et 1907. Il y développe une analyse historique du capitalisme, qu'il divise en quatre périodes distinctes : une première phase de proto-capitalisme, du Moyen Âge à la Renaissance, un jeune capitalisme entre 1500 et 1800, le capitalisme à son apogée entre 1800 et la Première Guerre mondiale, et le capitalisme tardif depuis lors.
Le terme est utilisé par les socialistes européens dans les années 1930 et 1940. Il désigne alors l'idée selon laquelle le capitalisme, perdu dans ses contradictions, est condamné à la mort. Cette idée est reprise par des économistes comme Joseph Schumpeter et Paul Samuelson, qui considéraient que la fin du capitalisme pourrait être proche.

### Un concept de la philosophie politique à partir des années 1960
Les économistes de l'École de Francfort, et les marxistes autrichiens, utilisent le terme à partir des années 1960.
En 1971, Leo Kofler publie un ouvrage appelé Technologische Rationalität im Spätkapitalismus (La rationalité technologique dans le capitalisme tardif). Claus Offe écrit l'année suivante un essai appelé "Spätkapitalismus - Versuch einer Begriffsbestimmung" (Le capitalisme tardif - Tentative d'une définition). Enfin, en 1973, Jürgen Habermas donne une onction au concept avec son livre Legitimationsprobleme im Spätkapitalismus (Les Problèmes de légitimité dans le capitalisme tardif). Son point de départ théorique est la représentation du capitalisme en tant que système dynamique tendanciellement exposé à la crise.

### Une analyse marxiste de l'économie
L'économiste marxiste Ernest Mandel popularise le terme de capitalisme en phase terminale dans sa thèse de doctorat de 1972. Il part de Lénine, qui considérait l'impérialisme comme le "stade ultime du capitalisme", pour réfléchir au stade supérieur de l'impérialisme : le capitalisme en phase terminale, ou capitalisme tardif. Il décrit le capitalisme en phase terminale comme un système économique dominé par un capital financier parfaitement fluide, couplé à une marchandisation totale de tous les aspects de la vie humaine, une annihilation des mécanismes de démarchandisation sous l'influence du Grand capital, et une industrialisation de tout. Il s'agit donc d'une subsomption généralisée.
Se positionnant contre le concept de société post-industrielle, il écrit que « Loin de représenter une "société post-industrielle", le capitalisme tardif [...] constitue une industrialisation généralisée et universelle du monde, pour la première fois dans l'Histoire ».
Bien qu'il ait utilisé le terme de néo-capitalisme, il décide d'abandonner ce vocable afin de souligner le fait que ce dernier capitalisme reste, malgré ses spécificités, un capitalisme dans son essence.
Herbert Marcuse abonde dans ce sens, en remarquant que le capitalisme tardif agit par une « désublimation progressive ».

### La dimension culturelle du concept de capitalisme tardif
Le capitalisme tardif est associé à la postmodernité et à ses valeurs culturelles à partir des travaux de Fredric Jameson. Le philosophe part des travaux de Mandel pour associer une dimension culturelle à son analyse économique. Il publie l'ouvrage Postmodernism, or, the Cultural Logic of Late Capitalism (Le Postmodernisme, ou la logique culturelle du capitalisme tardif), où il explique l'interrelation fondamentale de la post-modernité et de son nouveau mode de production culturelle (dans les arts, la littérature, les films...), qui est en rupture radicale avec le modernisme qui l'a précédé, notamment dans son traitement du sujet, de la temporalité et de la narration.
Le post-modernisme se caractérise selon lui par un manque de consensus sur le sens du progrès, et par des changements sociaux et technologiques qui causent une rupture des certitudes. Cela déstabilise la vie des individus, rendant tout malléable, impermanent. Pour Jameson, tout commentaire sur le postmodernisme est ultimement un commentaire sur la nature du capitalisme multinational contemporain, qui lui-même s'est étendu de manière globale.
Certains ouvrages de fiction du XXIe siècle sont analysés à travers le volet culturel du paradigme du capitalisme tardif. C'est ainsi que Heather Havrilesky interprète Cinquante nuances de Grey comme un symptôme culturel du post-modernisme consubstantiel au capitalisme tardif.

## Débat théorique

### Appellation
Leo Michielsen et André Gorz lui préfèrent le terme de néo-capitalisme en France ; Jacques Derrida utilise aussi ce terme de néo-capitalisme.
Theodor W. Adorno, lui, choisit d'utiliser le terme de capitalisme tardif plutôt que de "société industrielle", alors que le Congrès des sociologues allemands de 1968 adopte ce terme-là.
Le critique littéraire et théoricien culturel américain Fredric Jameson considère que l'expression « capitalisme le plus tardif » (en allemand, jüngster Kapitalismus) de Rudolf Hilferding comme une alternative moins prophétique au terme[Quoi ?].

### Conséquences du capitalisme tardif
Les conséquences concrètes de l'entrée dans un système de capitalisme tardif, ainsi que la vie dans ce dit système, sont débattues par les théoriciens.
Pour Marc Lavoie et Mario Secarrecia, dans le scénario d'un capitalisme tardif qui irait vers une concentration maximale du capital et une financiarisation totale, accompagnée d'une conflictualité sociale accrue due à une ségrégation économique forte entre la masse tendanciellement paupérisée et un pouvoir économique toujours plus riche, alors le capitalisme tardif se transformerait progressivement en un système pleinement autoritaire, nécessaire pour contenir l’intensification des frustrations socio-économiques. L'un des scénarios d'évitement d'une telle issue serait une sortie du capitalisme tardif par une poussée démocratique qui imposerait des ruptures décisives.
Richard Sennett, sans rejoindre la position radicale de Lavoie et Secarrecia, focalise son analyse sur la perte de bonheur que le capitalisme tardif engendrerait. Sa démonstration se base sur la mentalité post-moderne du capitalisme tardif : sa « flexibilité », sa globalisation, qui se fonde sur une valorisation du mérite du talent inné, ainsi que sa société, fondée sur le règne absolu des marchés financiers, affaiblit les liens entre les hommes et le travail. Les employés, qui subissent la flexibilisation du travail, ne se sentent plus fidèle à leur lieu de travail, et les liens de confiance avec leurs collaborateurs se distendent. De plus, dans cette culture caractérisée par l'insécurité économique et par la fragmentation des expériences et du parcours, sous-tendue par une éthique du « chacun pour soi » qui retire les attaches sociales, les individus seraient hantés par ce qu'il appelle le « spectre d’inutilité », et deviennent profondément malheureuses.